# Italiens Grand Prix 1963
Italiens Grand Prix 1963 var det sjunde av tio lopp ingående i formel 1-VM 1963. 

## Resultat
1. Jim Clark, Lotus-Climax, 9 poäng
2. Richie Ginther, BRM, 6
3. Bruce McLaren, Cooper-Climax, 4
4. Innes Ireland, BRP-BRM (varv 84, motor), 3
5. Jack Brabham, Brabham-Climax, 2
6. Tony Maggs, Cooper-Climax, 1
7. Joakim Bonnier, R R C Walker (Cooper-Climax)
8. Jim Hall, BRP (Lotus-BRM)
9. Maurice Trintignant, Scuderia Centro Sud (BRM)
10. Mike Hailwood, Reg Parnell (Lotus-Climax)
11. Phil Hill, ATS
12. Bob Anderson, DW Racing Enterprises (Lola-Climax)
13. Mike Spence, Lotus-Climax (73, oljetryck)
14. Dan Gurney, Brabham-Climax (64, bränslesystem)
15. Giancarlo Baghetti, ATS
16. Graham Hill, BRM (59, koppling)

### Förare som bröt loppet
- Jo Siffert, Siffert Racing Team (Lotus-BRM) (varv 40, oljetryck)
- Lorenzo Bandini, Ferrari (37, växellåda)
- Masten Gregory, Tim Parnell (Lotus-BRM) (26, motor)
- John Surtees, Ferrari (1, motor)

### Förare som ej startade
- Chris Amon, Reg Parnell (Lola-Climax) (olycka)

### Förare som ej kvalificerade sig
- Mario Araujo de Cabral, Scuderia Centro Sud (Cooper-Climax)
- Ian Raby, Ian Raby Racing (Gilby-BRM)
- Tony Settember, Scirocco-BRM
- Carel Godin de Beaufort, Ecurie Maarsbergen (Porsche)
- Ernesto Brambilla, Scuderia Centro Sud (Cooper-Maserati)
- André Pilette, André Pilette (Lotus-Climax)
- Roberto Lippi, Scuderia Settecolli (De Tomaso-Ferrari)